# Tsjechisch Challenge Open 2013

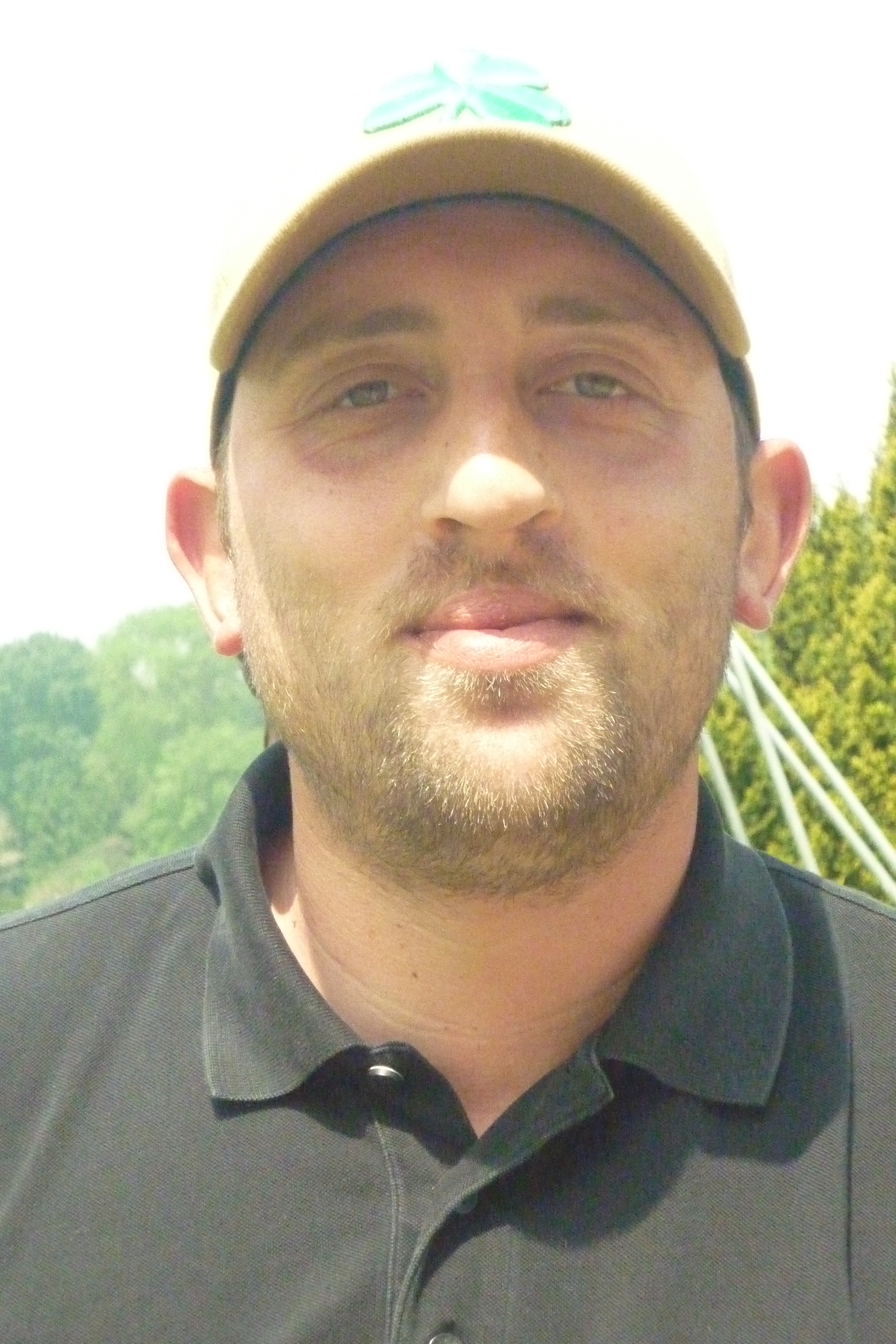
winnaar François Calmels

De negende  editie van het Tsjechisch Challenge Open wordt van  6-9 juni 2013 gespeeld op de Golf & Spa Kunetická Hora in Dříteč. Het toernooi maakt deel uit van de Europese Challenge Tour. 
Het prijzengeld van dit Challenge Open is weer € 160.000, waarvan de winnaar € 25.600 krijgt. Titelhouder is Andreas Hartø, hij won met een score van -24. Hij komt zijn titel niet verdedigen want hij speelt nu op de Europese Tour en staat nummer 264 op de wereldranglijst.
De baan werd in 2007 ontworpen door de 14-voudige Tourwinnaar Graham Marsh en hij heeft zich uitgeleefd op het ontwerpen van de grillige bunkers. waarvan de langste op hole 13 ligt en ruim 125 meter is. De baan ligt in een beschermd gebied en bedekt het afval van een lokale energiecentrale. Deze 15 meter dikke laag afval werd in een periode van 45 jaren daar gestort.  

De golfbaan werd vernoemd naar het Kunětická Hora kasteel, dat in de 15de eeuw werd gebouwd.

## Verslag
De par van de baan is 72. Het baanrecord is 63. In de weken voor het toernooi is erg veel regen gevallen, maar de weersvoorspellingen voor deze week zijn goed.

### Ronde 1
Adrian Otaegui maakte 's ochtends een ronde van 64 en verbeterde bijna het baanrecord, dat met 63 op naam staat van Maximilian Kieffer. De bijna twintig jaar oudere Francis McGuirk scoorde 's middags ook -8, dus zij delen de leiding.

### Ronde 2
Agustin Domingo scoorde ook in de tweede ronde goed en ging aan de leiding samen met McGuirk. In de partij achter Domingo speelde Adam Gee, die met een birdie eindigde en waarna hij aan de leiding ging. Jeppe Huldahl, wiens golftas niet was aangekomen, was inmiddels gewend aan zijn geleende clubs en maakte een ronde van 64, hij steeg 90 plaatsen en haalde net de cut. Laurent Richard heeft zich ook voor het weekend geplaatst, Pierre Relecom en Xavier Ruiz Fonhof niet. 

De drie andere Nederlanders speelden in de middagronde. Floris de Vries begon mooi met vier birdies in vijf holes, maar had ten slotte in de laatste drie holes toch nog twee birdies nodig om de cut te halen, hetgeen niet lukte. Wil Besseling heeft zich met 70 anderen voor het weekend geplaatst.

### Ronde 3
De starttijden werden 2 uren uitgesteld wegens mist. Daarna was het net als tijdens de eerste rondes mooi weer. Wil Besseling startte in de derde partij en maakte een mooie ronde van 68. Een andere mooie ronde werd gespeeld door de 35-jarige Matt Ford, die het toernooirecord verbeterde en naar de 5de plaats steeg.
Adam Gee speelde voor de derde keer een ronde van 66 en bleef aan de leiding, Andrea Pavan en Otaegui maakten een ronde van 68 en kwamen samen op de  2de plaats.

### Ronde 4
François Calmels maakte in deze ronde 11 birdies en 4 bogeys, en won het toernooi met drie slagen voorsprong op de nummers 2. Na de Challenge de Madrid is dit zijn tweede overwinning van het jaar.

Wil Besseling maakte weer een ronde van 68 en steeg naar de 20ste plaats.

Brooks Koepka verbeterde het baanrecord en toernooirecord. Nicolo Ravano maakte met een ijzer 5 een hole-in-one op hole 17, en kreeg daarvoor een Peugeot 3008. 
- Scores

| Naam                | Score R1 | Score R1 | Nr   | Score R2 | Score R2 | Totaal | Nr  | Score R3 | Score R3 | Totaal | Nr  | Score R4 | Score R4 | Totaal | Nr  |
| ------------------- | -------- | -------- | ---- | -------- | -------- | ------ | --- | -------- | -------- | ------ | --- | -------- | -------- | ------ | --- |
| François Calmels    | 67       | -5       | T11  | 69       | -3       | -8     | T13 | 65       | -7       | -15    | 4   | 65       | -7       | -22    | 1   |
| Robert Dinwiddie    | 68       | -4       | T24  | 64       | -8       | -12    | T1  | 72       | par      | -12    | T11 | 65       | -7       | -19    | T2  |
| Sam Walker          | 71       | -1       | T60  | 65       | -7       | -8     | T13 | 67       | -5       | -13    | T8  | 66       | -6       | -19    | T2  |
| Adam Gee            | 66       | -6       | T5   | 66       | -6       | -12    | T1  | 66       | -6       | -18    | 1   | 71       | -1       | -19    | T2  |
| Adrian Otaegui      | 64       | -8       | T1   | 68       | -4       | -12    | T1  | 68       | -4       | -16    | T2  | 70       | -2       | -18    | 5   |
| Andrea Pavan        | 68       | -4       | T24  | 64       | -8       | -12    | T1  | 68       | -4       | -16    | T2  | 71       | -1       | -17    | 6   |
| Brooks Koepka       | 70       | -2       | T45  | 71       | -1       | -3     | T58 | 69       | -3       | -6     | T43 | 62       | -10      | -16    | T7  |
| Agustin Domingo     | 66       | -6       | T5   | 67       | -5       | -11    | T6  | 70       | -2       | -13    | T8  | 69       | -3       | -16    | T7  |
| Carlos Aguilar      | 65       | -7       | T3   | 67       | -5       | -12    | T1  | 70       | -2       | -14    | T5  | 70       | -2       | -16    | T7  |
| Chris Hanson        | 71       | -1       | T60  | 68       | -4       | -5     | T31 | 64       | -8       | -13    | T8  | 71       | -1       | -14    | T10 |
| Matt Ford           | 66       | -6       | T5   | 73       | +1       | -5     | T31 | 63       | -9       | -14    | T5  | 74       | +2       | -12    | T15 |
| Wil Besseling       | 71       | -1       | T60  | 70       | -2       | -3     | T58 | 68       | -4       | -7     | T33 | 68       | -4       | -11    | T20 |
| Laurent Richard     | 70       | -2       | T45  | 70       | -2       | -4     | T44 | 72       | par      | -4     | T52 | 70       | -2       | -6     | T53 |
| Francis McGuirk     | 64       | -8       | T1   | 69       | -3       | -11    | T6  | 73       | +1       | -10    | T15 | 78       | +6       | -4     | T53 |
| Jeppe Huldahl       | 77       | +5       | T138 | 64       | -8       | -3     | T58 | 71       | -1       | -4     | T52 | 74       | +2       | -2     | T60 |
| Taco Remkes         | 70       | -2       | T45  | 72       | par      | -2     | MC  |          |          |        |     |          |          |        |     |
| Floris de Vries     | 71       | -1       | T60  | 72       | par      | -1     | MC  |          |          |        |     |          |          |        |     |
| Pierre Relecom      | 74       | +2       | T107 | 71       | -1       | +1     | MC  |          |          |        |     |          |          |        |     |
| Xavier Ruiz Fonhof  | 75       | +3       | T119 | 74       | +2       | +5     | MC  |          |          |        |     |          |          |        |     |
| Nicolas Vanhootegem | WD       |          |      |          |          |        |     |          |          |        |     |          |          |        |     |

| Leider |  | Toernooirecord |  | MC = missed cut = cut gemist |  | DQ = disqualified |  | WD= withdrawn = teruggetrokken |